# Mistrzostwa Świata Juniorów w Narciarstwie Alpejskim 2006
25. Mistrzostwa świata juniorów w narciarstwie alpejskim odbyły się w dniach 2–7 marca 2006 r. w kanadyjskim mieście Québec w prowincji Quebec. Rozegrano po 5 konkurencji dla kobiet i mężczyzn. Zjazd i supergigant rozegrano w ośrodku narciarskim Le Massif, a pozostałe konkurencje w Mont-Sainte-Anne. W klasyfikacji medalowej triumfowała reprezentacja Austrii, której zawodnicy zdobyli także najwięcej medali, dziesięć, w tym 4 złote, 4 srebrne i 2 brązowe medale. 

## Wyniki
| Pozycja | Zawodnik             | Narodowość | Czas    |
| ------- | -------------------- | ---------- | ------- |
|         | Christopher Beckmann | USA        | 1:27,26 |
|         | Romed Baumann        | Austria    | 1:27,55 |
|         | Stefan Guay          | Kanada     | 1:27,59 |
| 4.      | Beat Feuz            | Szwajcaria | 1:27,81 |
| 5.      | Natko Zrnčić-Dim     | Chorwacja  | 1:28,10 |
| 6.      | Mauro Caviezel       | Szwajcaria | 1:28,17 |

| Pozycja | Zawodniczka          | Narodowość    | Czas    |
| ------- | -------------------- | ------------- | ------- |
|         | Marianne Abderhalden | Szwajcaria    | 1:13,51 |
|         | Anna Fenninger       | Austria       | 1:13,61 |
|         | Aurélie Revillet     | Francja       | 1:14,18 |
| 4.      | Andrea Dettling      | Szwajcaria    | 1:14,26 |
| 5.      | Tina Weirather       | Liechtenstein | 1:14,56 |
| 6.      | Camilla Borsotti     | Włochy        | 1:14,57 |

| Pozycja | Zawodnik             | Narodowość | Czas    |
| ------- | -------------------- | ---------- | ------- |
|         | Michael Sablatnik    | Austria    | 1:11,81 |
|         | Gašper Markič        | Słowenia   | 1:11,85 |
|         | Andrew Weibrecht     | USA        | 1:11,87 |
| 4.      | Beat Feuz            | Szwajcaria | 1:12,02 |
| 5.      | Christopher Beckmann | USA        | 1:12,12 |
| 6.      | Matts Olsson         | Szwecja    | 1:12,18 |

| Pozycja | Zawodniczka      | Narodowość | Czas    |
| ------- | ---------------- | ---------- | ------- |
|         | Anna Fenninger   | Austria    | 1:10,96 |
|         | Camilla Borsotti | Włochy     | 1:11,78 |
|         | Hilary Longhini  | Włochy     | 1:11,89 |
| 4.      | Stefanie Wopfner | Austria    | 1:11,95 |
| 5.      | Shona Rubens     | USA        | 1:12,06 |
| 6.      | Eva-Maria Brem   | Austria    | 1:12,12 |

| Pozycja | Zawodnik        | Narodowość | Czas    |
| ------- | --------------- | ---------- | ------- |
|         | Stefan Guay     | Kanada     | 2:20,50 |
|         | Petteri Kantola | Finlandia  | 2:21,21 |
|         | Carlo Janka     | Szwajcaria | 2:21,41 |
| 4.      | Michael Zach    | Austria    | 2:21,80 |
| 5.      | Romed Baumann   | Austria    | 2:22,16 |
| 6.      | Lucas Falcoz    | Francja    | 2:22,20 |

| Pozycja | Zawodniczka         | Narodowość    | Czas    |
| ------- | ------------------- | ------------- | ------- |
|         | Tina Weirather      | Liechtenstein | 2:22,43 |
|         | Carolin Fernsebner  | Niemcy        | 2:23,72 |
|         | Eva-Maria Brem      | Austria       | 2:23,76 |
| 4.      | Mateja Robnik       | Słowenia      | 2:23,80 |
| 5.      | Taïna Barioz        | Francja       | 2:23,93 |
| 6.      | Viktoria Rebensburg | Niemcy        | 2:24,16 |

| Pozycja | Zawodnik       | Narodowość | Czas    |
| ------- | -------------- | ---------- | ------- |
|         | Mikkel Bjørge  | Norwegia   | 1:32,98 |
|         | Romed Baumann  | Austria    | 1:33,14 |
|         | Sandro Viletta | Szwajcaria | 1:33,25 |
| 4.      | Stefano Gross  | Włochy     | 1:33,83 |
| 5.      | Timothy Kelley | USA        | 1:34,16 |
| 6.      | Paul Paquin    | Francja    | 1:34,43 |

| Pozycja | Zawodniczka           | Narodowość | Czas    |
| ------- | --------------------- | ---------- | ------- |
|         | Maria Pietilä-Holmner | Szwecja    | 1:37,30 |
|         | Katrin Triendl        | Austria    | 1:37,98 |
|         | Nina Løseth           | Norwegia   | 1:38,76 |
| 4.      | Anna Fenninger        | Austria    | 1:38,93 |
| 5.      | Matea Ferk            | Słowenia   | 1:38,95 |
| 6.      | Sterling Grant        | USA        | 1:38,98 |

| Pozycja | Zawodnik             | Narodowość | Punkty |
| ------- | -------------------- | ---------- | ------ |
|         | Romed Baumann        | Austria    | 15,70  |
|         | Mauro Caviezel       | Szwajcaria | 49,61  |
|         | Kryštof Krýzl        | Czechy     | 60,88  |
| 4.      | Andrew Weibrecht     | USA        | 61,32  |
| 5.      | Leif Kristian Haugen | Norwegia   | 65,68  |
| 6.      | Timothy Kelley       | USA        | 75,11  |

| Pozycja | Zawodniczka          | Narodowość | Punkty |
| ------- | -------------------- | ---------- | ------ |
|         | Anna Fenninger       | Austria    | 24,49  |
|         | Marianne Abderhalden | Szwajcaria | 57,07  |
|         | Katrin Triendl       | Austria    | 62,02  |
| 4.      | Taïna Barioz         | Francja    | 69,44  |
| 5.      | Anne-Sophie Barthet  | Francja    | 73,62  |
| 6.      | Megan McJames        | USA        | 77,73  |

## Klasyfikacja medalowa
| Miejsce | Państwo           |   |   |   | złoto · srebro · brąz |
| ------- | ----------------- | - | - | - | --------------------- |
| 1.      | Austria           | 4 | 4 | 2 | 10                    |
| 2.      | Szwajcaria        | 1 | 2 | 2 | 5                     |
| 3.      | Kanada            | 1 | 0 | 1 | 2                     |
|         | Norwegia          | 1 | 0 | 1 | 2                     |
|         | Stany Zjednoczone | 1 | 0 | 1 | 2                     |
| 6.      | Liechtenstein     | 1 | 0 | 0 | 1                     |
|         | Szwecja           | 1 | 0 | 0 | 1                     |
| 8.      | Włochy            | 0 | 1 | 1 | 2                     |
| 9.      | Finlandia         | 0 | 1 | 0 | 1                     |
|         | Niemcy            | 0 | 1 | 0 | 1                     |
|         | Słowenia          | 0 | 1 | 0 | 1                     |
| 12.     | Czechy            | 0 | 0 | 1 | 1                     |
|         | Francja           | 0 | 0 | 1 | 1                     |